# Ivo II van Bellême
Ivo II van Bellême (overleden op 12 of 13 april 1071) was van 1035 tot aan zijn dood bisschop van Sées en van 1047 tot aan zijn dood heer van Bellême. Hij behoorde tot het huis Bellême.

## Levensloop
Ivo II was een zoon van heer Willem I van Bellême en diens echtgenote Mathilde van Condé-sur-Noireau. Hij was voorbestemd voor een kerkelijke loopbaan en in 1035 werd hij verkozen tot bisschop van Sées. Geschiedschrijver Ordericus Vitalis schetste een vleiend beeld van hem, wat hem in contrast stelt met de overige leden van het huis Bellême. Toch was hij een typische bisschop van zijn tijd, in militaire belangen evenveel gedreven als in geestelijke en daardoor sterk bij de problemen van zijn tijd betrokken. 
In 1047 steunde hij een revolte van zijn neef Arnulf tegen zijn broer Willem II Talvas, wat ertoe leidde dat Willem II uit de heerlijkheid Bellême verdreven werd. Arnulf en Ivo verdeelden Bellême onderling. In 1048 of 1049 werd Arnulf vermoord, waarna Ivo de volledige heerlijkheid Bellême in bezit had. 
Rond dezelfde tijd moest Ivo de stad Sées heroveren, die door roofridders bezet werd. Volgens Ordericus Vitalis hadden zij de kathedraal van Sées ingericht als dievenhol, paardenstal en bordeel. Ivo moest de stad belegeren, waarbij hij een toren in brand stak. Op ongelukkige wijze werd de kathedraal door het vuur getroffen. De roofridders ontvluchtten de stad, maar Ivo veroverde enkel een geruïneerde stad.
In 1049 nam hij deel aan het Concilie van Reims, waarbij hij door paus Leo IX het verwijt kreeg de kathedraal van Sées in brand te hebben gestoken. Als straf moest Ivo zorgen voor de wederopbouw van de kathedraal. Om de benodigde middelen te vinden, verliet hij Normandië en reisde hij naar Zuid-Italië en Constantinopel, waar rijke Normandiërs woonden. Na zijn terugkeer kon Ivo de werken aan de kathedraal opstarten, maar hij stierf nog voor de kathedraal klaar was. Tegelijkertijd hielp hij zijn nicht Mabilla van Bellême en haar echtgenoot Rogier II van Montgomery met de renovatie van het Sint-Maartensklooster van Sées. Volgens Joseph Decaens was Ivo eveneens verantwoordelijk voor de bouw van het mottekasteel van Sées. 
In 1071 stierf Ivo II. Zijn nicht Mabilla volgde hem op als vrouwe van Bellême.  